# Eliseo Branca
Eliseo Nicolás Branca (Hurlingham, 20 settembre 1957) è un ex rugbista a 15 e allenatore di rugby a 15 argentino, da sempre legato al Club Atlético de San Isidro del quale fu giocatore per 27 anni e poi allenatore.

## Biografia
Nativo di Hurlingam, in provincia di Buenos Aires, Branca, proveniente dal locale club del Curupaytí giunse al Club Atlético de San Isidro nel 1973; con il club, del quale divenne il capitano, vinse tre titoli dell'Unión de Rugby de Buenos Aires, il più recente dei quali, quello del 1985, fu anche l'ultimo del club per 20 anni.
Esordì in Nazionale argentina nel 1976 a Montevideo contro l'Uruguay, anche se furono più rilevanti, benché non riconosciuti come full international, tre incontri di fine anno, uno contro un XV del Galles e due contro una selezione All Blacks in visita in Sudamerica.
Vinse il campionato sudamericano nel 1985 e nel 1987, poi prese parte con la sua Nazionale alla Coppa del Mondo di rugby 1987, in cui disputò tutti e tre gli incontri dell'Argentina (contro Figi, Italia e Nuova Zelanda); vinse ancora il Sudamericano nel 1989 e chiuse nel 1990 la sua carriera internazionale a Buenos Aires con una vittoria sull'Inghilterra.
Nel 2000 chiuse anche la carriera di club, dopo 27 anni in squadra; ebbe modo di vincere nel 1995 anche un Nacional de Clubes.
Passato all'attività tecnica, guidò il CASI alla conquista del torneo URBA nel 2005 al termine di una finale vinta con i rivali cittadini del San Isidro Club; a causa di disaccordi con la dirigenza lasciò la prima squadra all'inizio del 2006 per riprenderla nella stagione successiva.
Tornato in seguito a dirigere la formazione giovanile, è anche consulente, dal 2009, della Scuola municipale di rugby per conto del comune di San Isidro.
Il 5 agosto 2013 viene ingaggiato dalla Unión de Rugby del Paraguay come allenatore.

## Palmarès

### Giocatore
- Campionati sudamericani: 3
Argentina: 1985, 1987, 1989
- Campionati URBA: 3
CASI: 1981, 1982, 1985.
- Nacional de Clubes: 1
CASI: 1995

### Allenatore
- Campionati URBA: 1
CASI: 2005.